# Lely

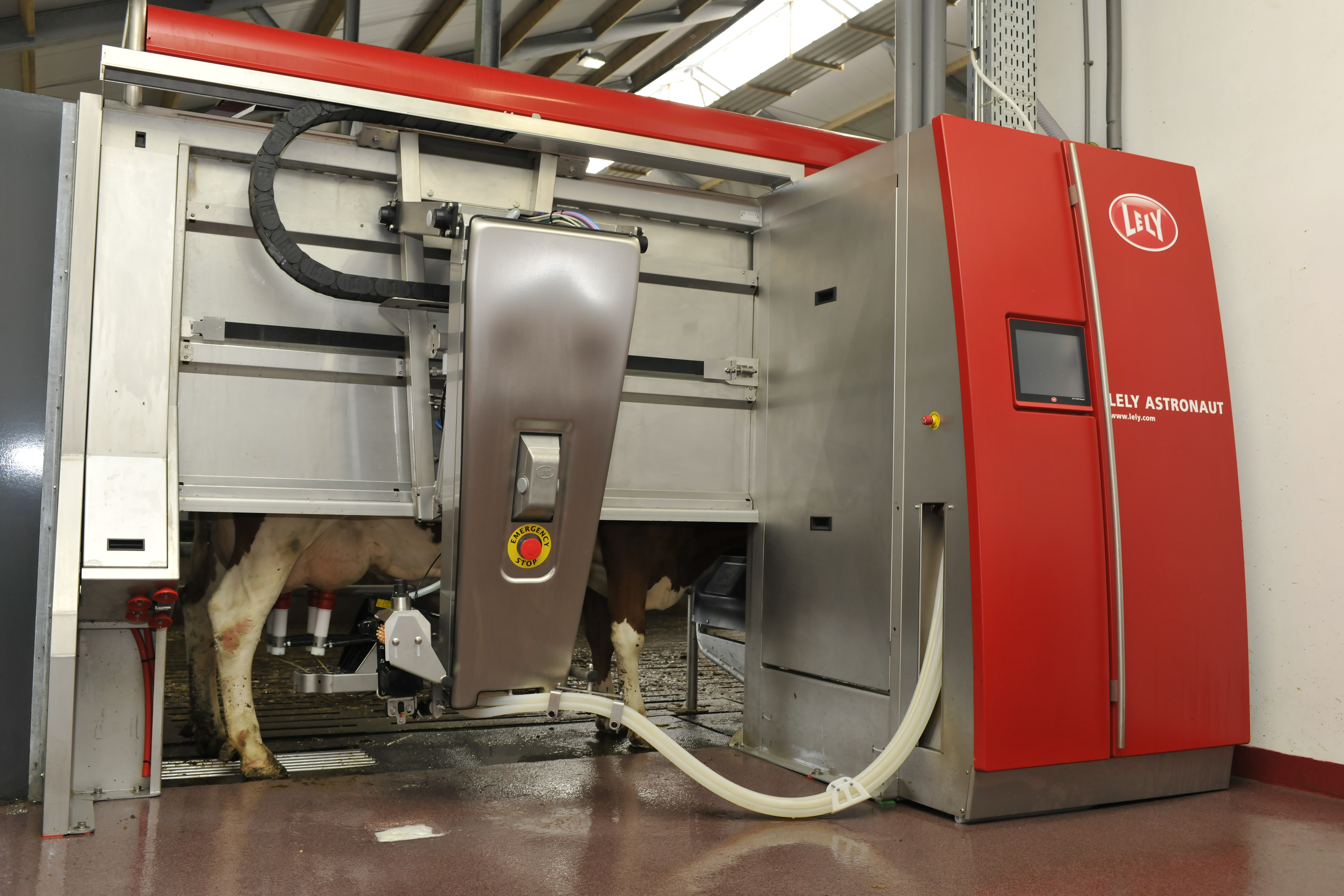
Robot udojowy Lely Astronaut

Lely – holenderski producent maszyn i urządzeń rolniczych z siedzibą w Maassluis.
W 1948 r. Cornelis i Arij van der Lely założyli firmę Lely. W 1992 r. miał premierę prototyp robota udojowego Lely Astronaut. W 1994 roku Grupa Lely przejęła niemieckiego producenta pras zwijających Welger z Wolfenbüttel. W 2001 r. Lely sprzedaje firmie Peeters Landbouwmachines B.V. prawa do produkcji maszyn uprawowych i rozsiewaczy nawozów, która to kontynuuje ich produkcję pod marką Tulip. Od czerwca 2009 Lely weszło w strategiczne porozumienie z Mengele Agrartechnik na mocy którego, będzie dystrybuować produkt niemieckiego producenta w swoich kolorach poza krajami niemieckojęzycznymi jednocześnie nabywając udziały w Mengele. W maju 2010 r. Lely ostatecznie przejmuje wszystkie udziały w Mengele i w 2011 r. zmienia nazwę tej spółki na Lely Agrartechnik GmbH. W marcu 2017 r. sprzedano fabryki – w Waldstetten produkującą przyczepy samozbierające i w Wolfenbüttel produkującą prasy zwijające amerykańskiej firmie AGCO.